# Odontosia carmelita
Odontosia carmelita (tên tiếng Anh: Scarce Prominent) là một loài bướm đêm thuộc họ Notodontidae. Nó được tìm thấy ở châu Âu, ranging tới miền bắc Ireland và Phần Lan in the North và Nga in the East.
Sải cánh dài 32–42 mm. The moths are on wing từ tháng 3 đến tháng 5 tùy theo địa điểm.
Ấu trùng ăn các loài Betula và Alnus.

## Hình ảnh

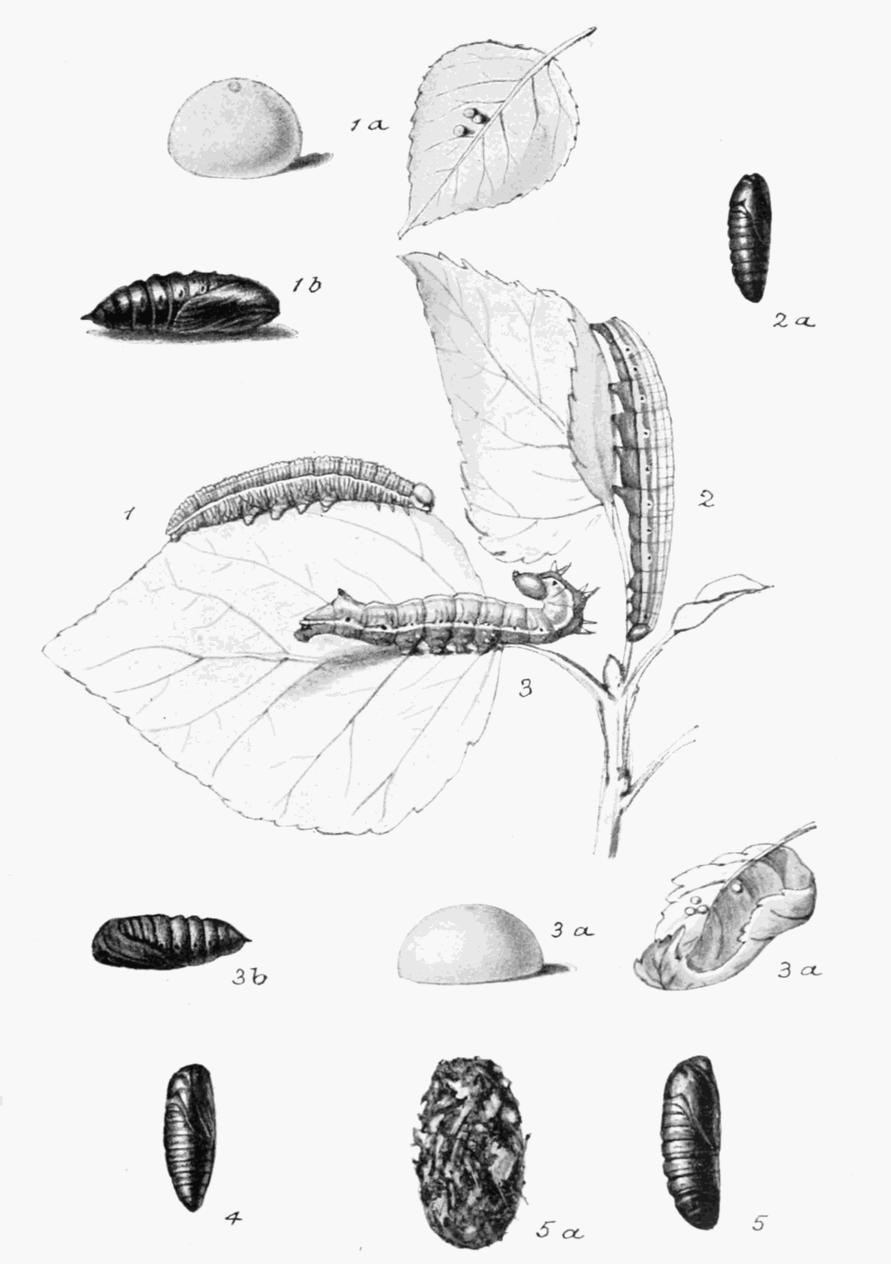
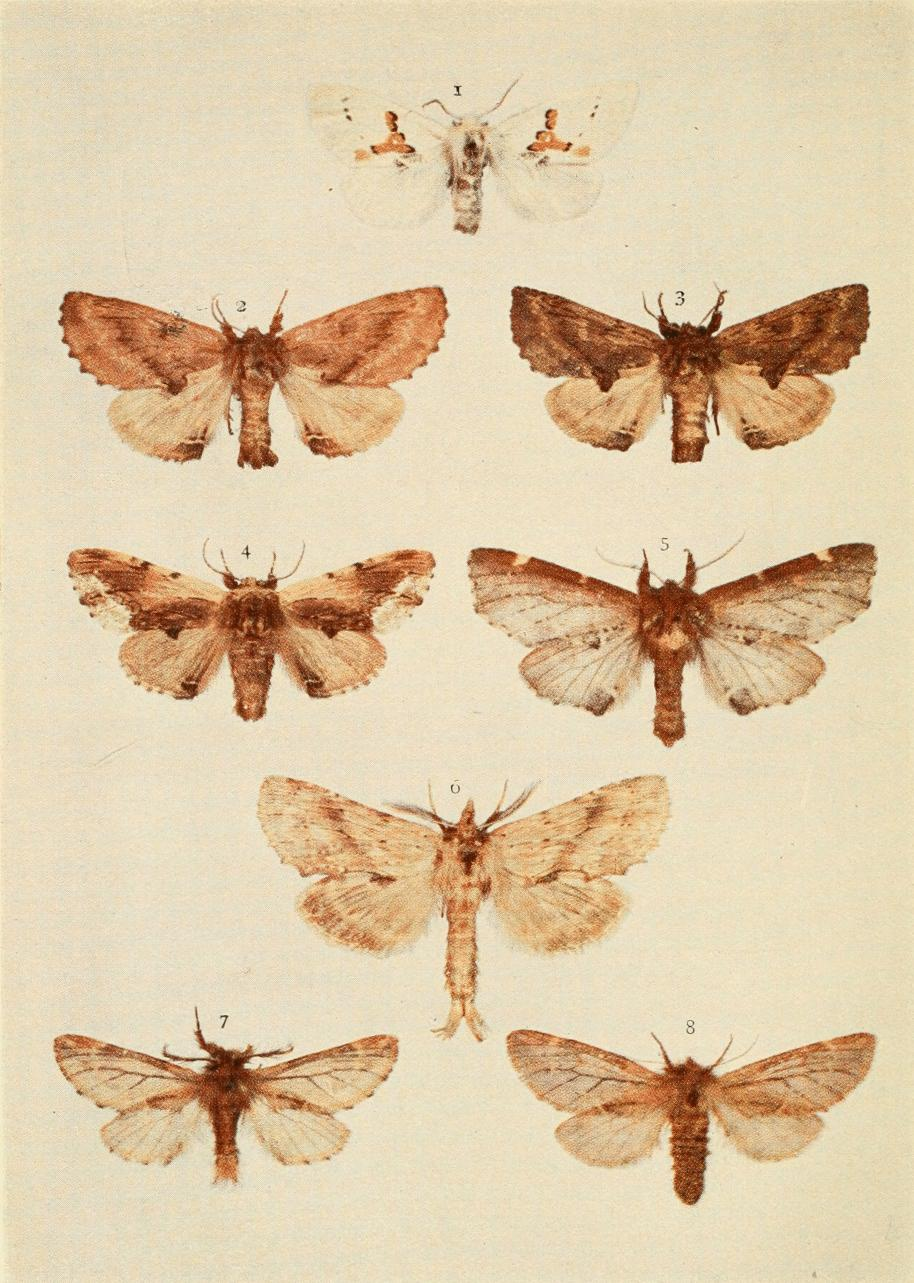
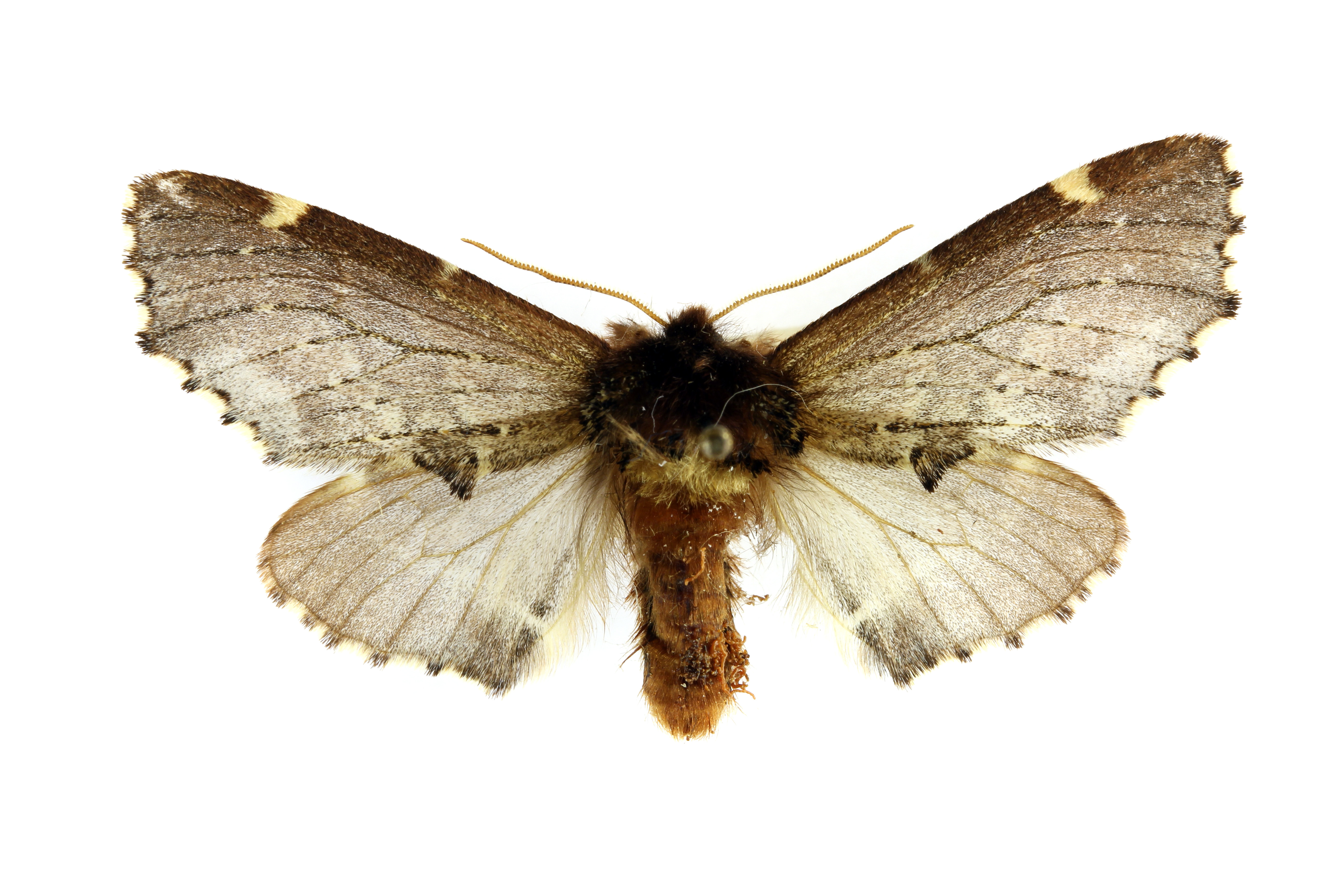
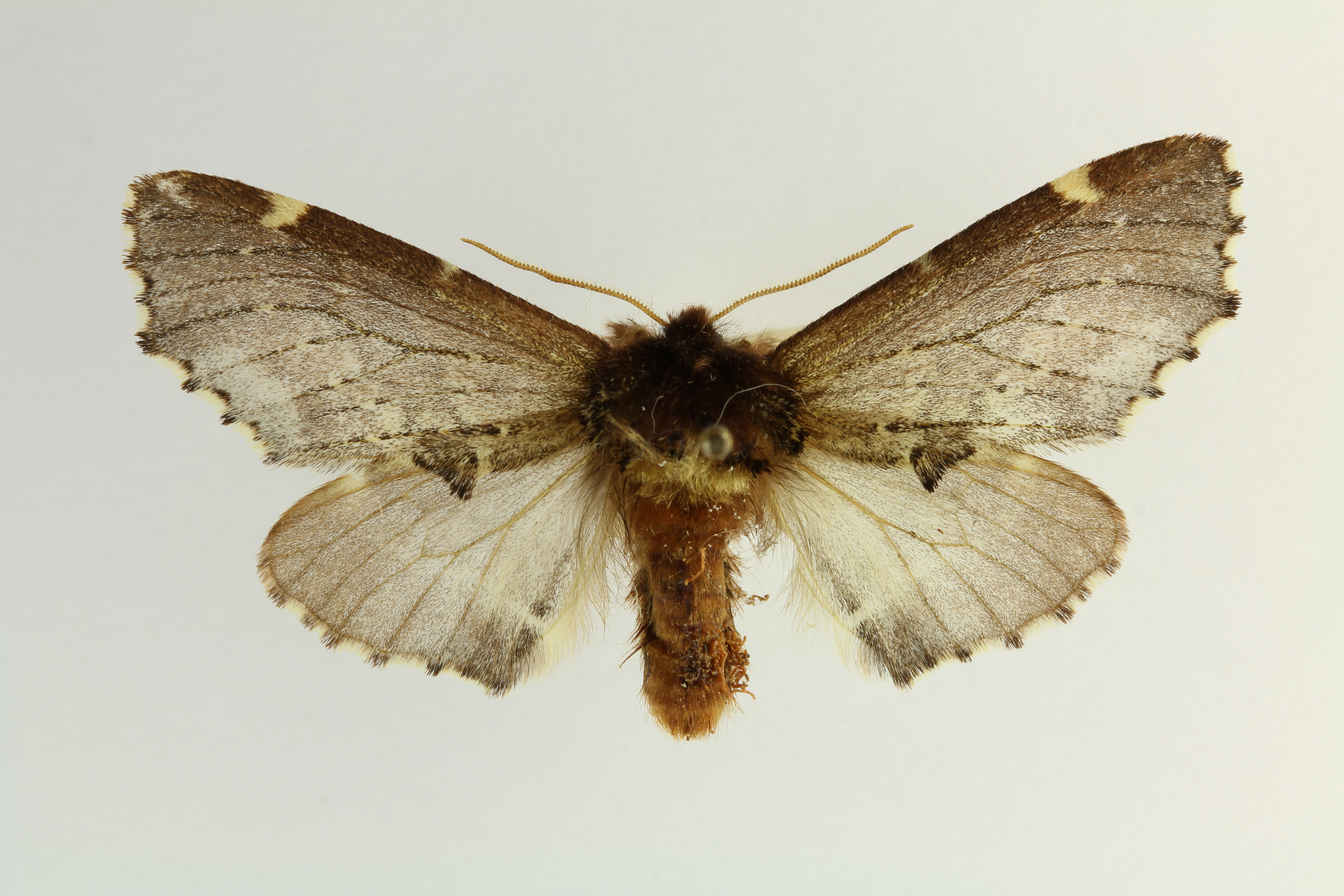